# شون دوجلاس
شون دوجلاس (بالإنجليزية: Sean Douglass)‏ هو لاعب كرة قاعدة أمريكي، ولد في 28 أبريل 1979 في لانكستر في الولايات المتحدة.

## وصلات خارجية
- شون دوجلاس على موقع الدوري الياباني لكرة القاعدة (الإنجليزية)
- شون دوجلاس على موقعبيزبول رفرنس.كوم (الدوري الرئيسي) (الإنجليزية)
- شون دوجلاس على موقعبيزبول رفرنس.كوم (الدوري الثانوي) (الإنجليزية)
- شون دوجلاس على موقع مشجعي الرسوم البيانية (الإنجليزية)